# Juli Cèsar (obra de teatre)

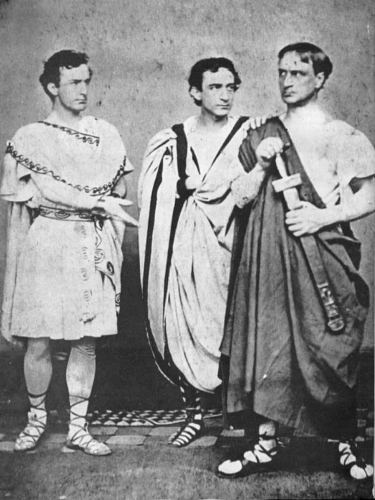
Juli Cèsar, el 1864

Juli Cèsar és una tragèdia de William Shakespeare basada en l'assassinat del líder romà homònim. Hom accepta que es va estrenar l'any 1599 al teatre Globe de Londres, a partir del testimoni de Thomas Platter.

## Argument
Brutus és el millor amic de Juli Cèsar però un grup de senadors, liderats per Cassi, el convencen per assassinar-lo al·legant que vol convertir-se en dictador i trair els ideals de la pàtria. Malgrat els auguris i avisos que rep Cèsar, aquest acut al Senat, on els seus enemics s'acosten per apunyalar-lo. El Cèsar mor decebut per la traïció.
S'esdevenen aleshores dos grans discursos per tal de guanyar-se el favor del poble, el primer a càrrec del mateix Brutus, defensant els seus actes i el segon, una elegia de Marc Antoni, que convenç la multitud perquè empaiti els conspiradors. Esclata llavors una guerra, on mor Cassi i s'apareix el fantasma de Cèsar clamant venjança. Marc Antoni guanya la batalla final, tot i reconèixer l'honor de Brutus.

## Anàlisi
Els personatges de la trama són històrics, encara que s'allunyen dels fets reals per motius dramàtics. Així, Gai Cassi Longí (assassí de Cèsar) i Marc Juni Brut tiranicida són dos romans que realment van assassinar Juli Cèsar i van participar en una guerra.
Un dels temes principals de l'obra és el poder de la paraula: el discurs racional de Brut no arriba tant al poble com l'apel·lació a l'emoció de Marc Antoni, malgrat que aquesta es basi en una fal·làcia. És pels arguments de Cassi que Brut accepta trair el seu amic, igualment és la darrera frase de Cèsar ("tu també, Brut? Aleshores Cèsar caurà") la que fa veure a Brut la magnitud del seu crim. Per una paraula (un nom semblant) mor un innocent a mans del poble venjatiu i usen falsament els discursos al senat per mirar de fer caure Cèsar en un parany i tenir l'excusa per a l'assassinat.
Un altre tema cabdal és el poder i com afecta els qui l'envolten: els motius per a la conspiració varien des de l'enveja, a la cobdícia passant per l'honor; es planteja quin model ideal de govern cal seguir i com els càrrecs públics no s'avenen amb les relacions personals (Brut traeix el seu millor amic, Marc Antoni i Octavi són rivals tot i pertànyer al mateix bàndol polític, la majoria dels protagonistes veuen morir els seus estimats...). Relacionat amb aquest, està el paper del poble, que apareix com a descontrolat i perillós quan el govern és feble, al·lusió als perills del caos que podria esdevenir-se a la mort d'Elisabet I d'Anglaterra, contemporània a Shakespeare.
El fantasma del mort té paral·lels amb l'espectre de Hamlet i augmenta el to misteriós que projecten els auguris i la mort de Cèsar. S'apunten motius que reapareixeran en Antoni i Cleòpatra, una obra que continua seguint la història romana, també explorada a Coriolà.

## Traduccions catalanes
- 1907. Julius Cesar. Traducció de Salvador Vilaregut.
- 1930. Julius Cesar. Traducció de Cèsar August Jordana
- 1945. Juli Cèsar. Traducció de Josep Maria de Sagarra.
- 1984. Juli Cèsar. Traducció de Salvador Oliva.